# Indigofera australis
Indigofera australis là một loài thực vật có hoa trong họ Đậu. Loài này được Willd. miêu tả khoa học đầu tiên.
Là một loài rất phổ biến và phổ biến ở Úc. Chúng mọc trong một loạt các môi trường sống khác nhau, chủ yếu là rừng mở và rừng bạch đàn, mà còn ở sa mạc và ở rìa rừng mưa nhiệt đới. Phổ biến rộng rãi ở miền nam Australia từ đông nam Tây Úc đến đông bắc Queensland.

## Hình ảnh

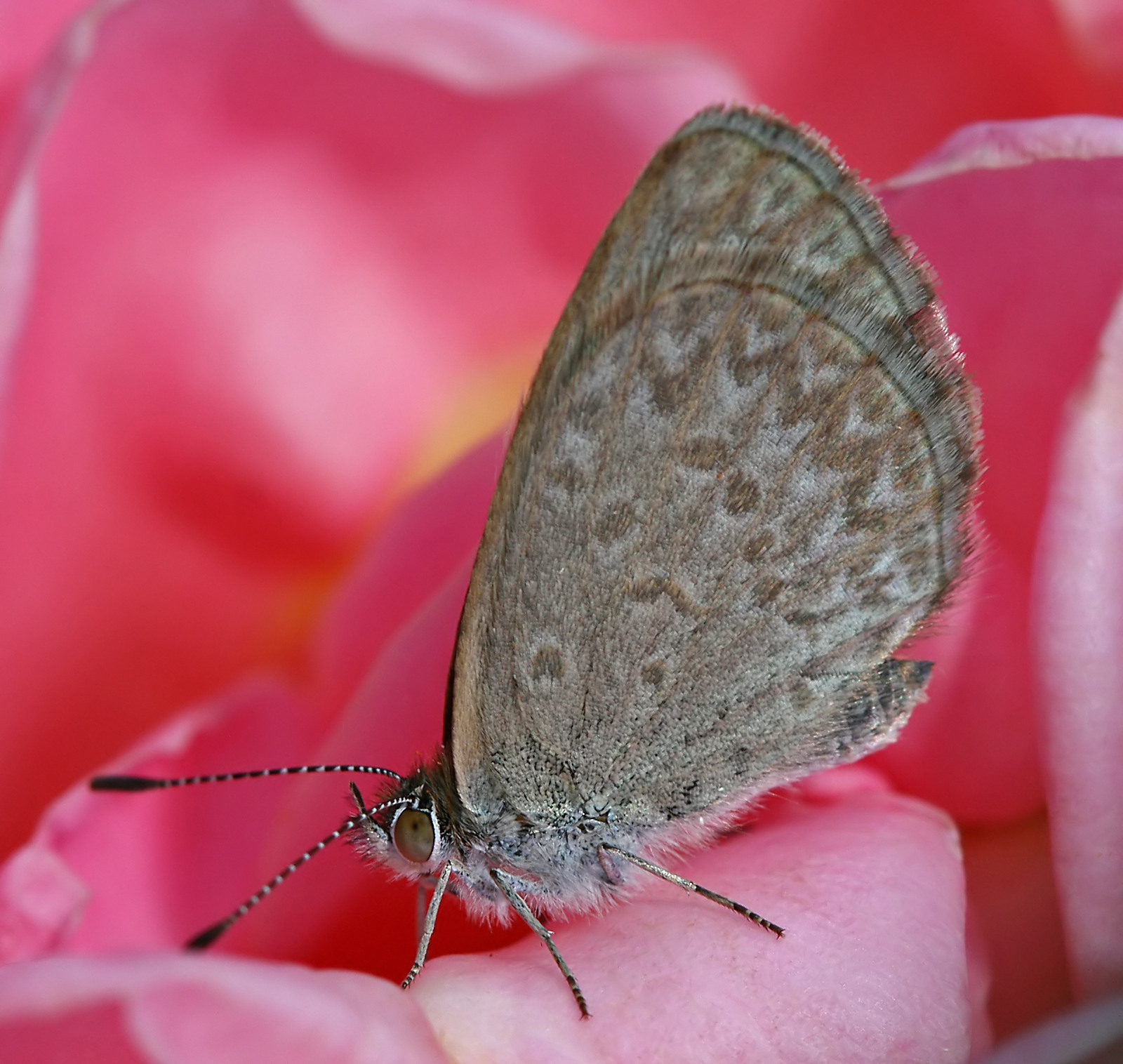
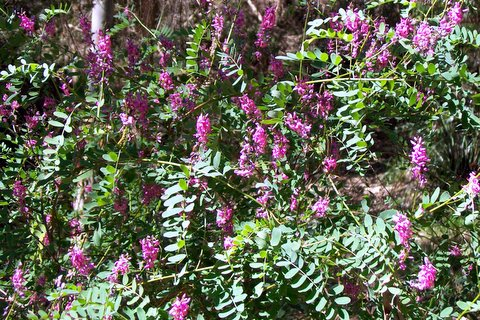
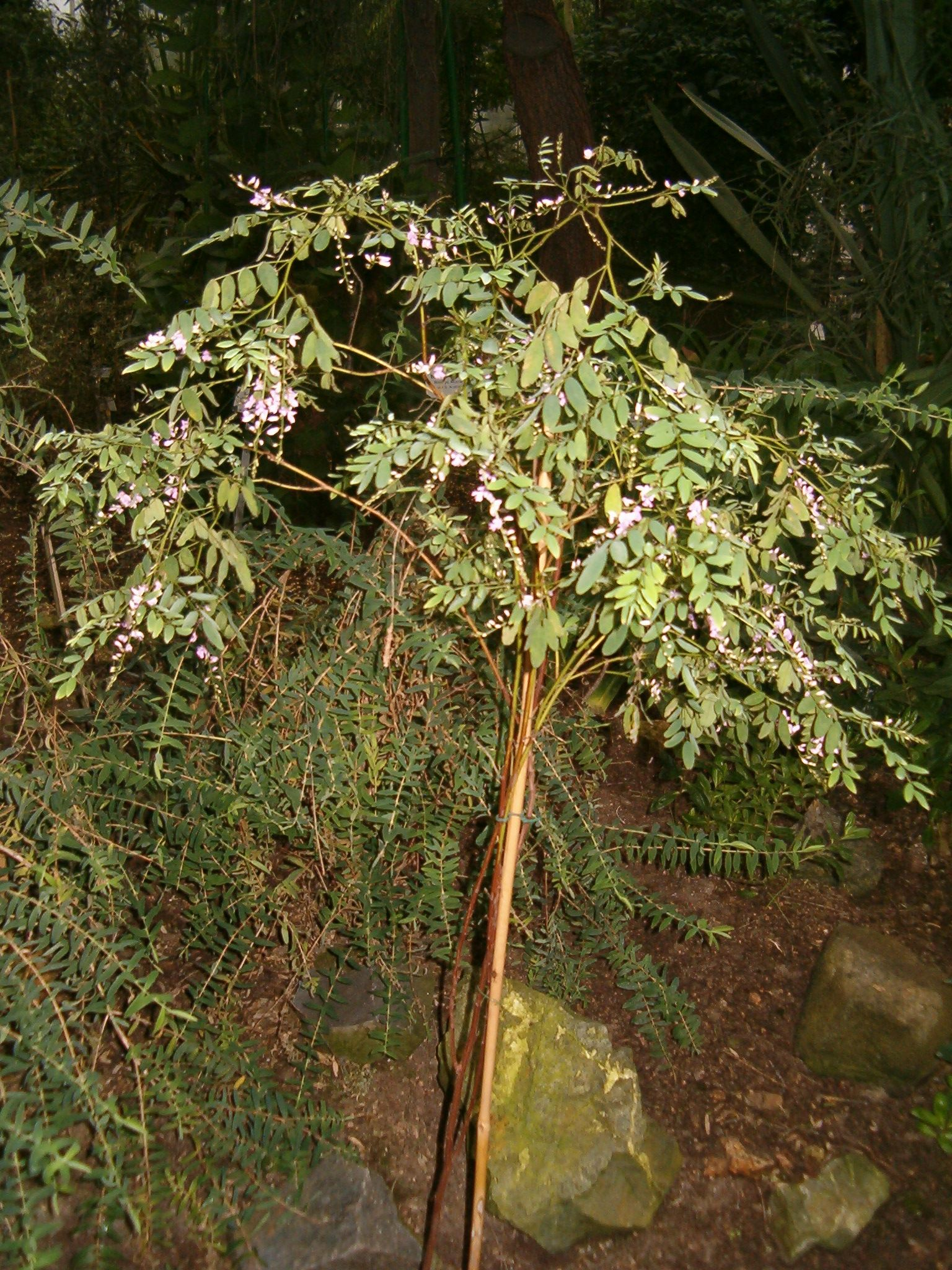
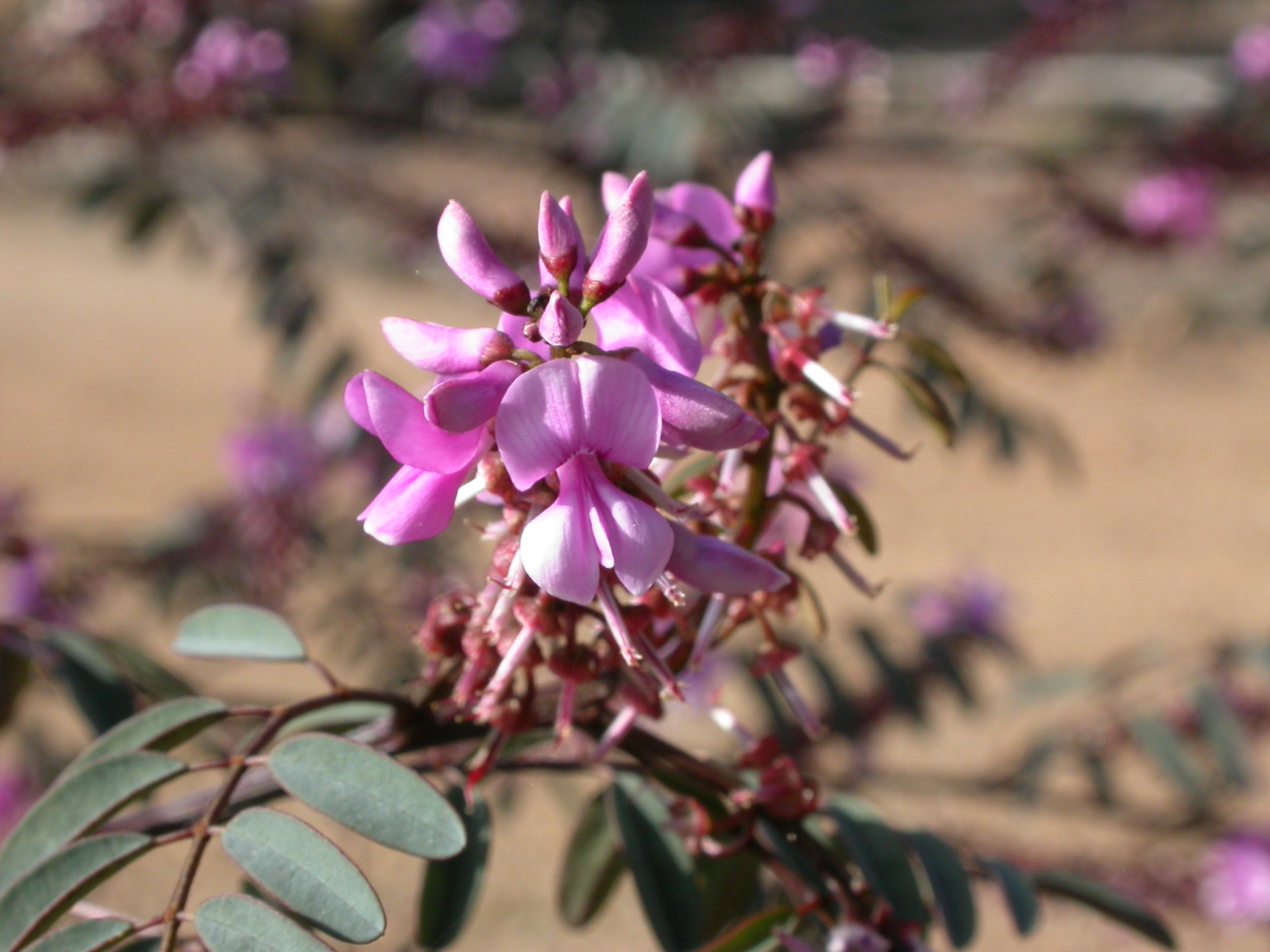